# Roque Estrada Reynoso
Roque Estrada Reynoso (Moyahua, Zacatecas; 16 de agosto de 1883-Ciudad de México, Distrito Federal; 27 de noviembre de 1966) fue un abogado, periodista, escritor, jurista mexicano que participó en la Revolución Mexicana. Fue hermano del general Enrique Estrada.

## Biografía
Nació en Moyahua, Zacatecas, el 16 de agosto de 1883, siendo el séptimo de los 10 hijos de don José Camilo Estrada Haro y de doña Micaela Reynoso Espitia. Cursó su instrucción primaria en dicha población. Pasó a Guadalajara, Jalisco, para estudiar la preparatoria y la carrera profesional. A pesar de su juventud se dio la tarea de organizar a los obreros. Partidario del magonismo, fue expulsado por el gobernador Miguel Ahumada.
Se trasladó a la Ciudad de México para continuar sus estudios. Por no estar de acuerdo con los procedimientos políticos de los magonistas se separó de ellos. Fue fundador del Centro Antirreeleccionista de México. Con Francisco I. Madero promovió la creación de nuevos clubes. Recorrieron gran parte del país a pesar de la resistencia de las autoridades porfiristas.
En estas giras destacó por su elocuencia en sus discursos. Gran cantidad de autores lo señalan como secretario particular de Madero, pero en realidad, por autodesignación de su partido, ambos fueron promotores del antirreeleccionismo.
Después de la postulación de Madero a la presidencia de la República, lo acompañó en su gira electoral. Por estas actividades en mayo de 1910 fue hecho prisionero en Monterrey, Nuevo León, junto con el candidato. Trasladados a San Luis Potosí una vez pasadas las elecciones se les dio la ciudad por cárcel. Con el apoyo de sus partidarios lograron fugarse a San Antonio, Texas. En esa ciudad colaboró con la redacción del Plan de San Luis, que llamó a iniciar la Revolución el 20 de noviembre y desconoció la reelección de Porfirio Díaz.  
Por no estar de acuerdo con los términos en que se firmó la paz en Ciudad Juárez, se separó de Madero, aunque logró disuadirlo para que conservara algunas tropas revolucionarias como cuerpos rurales.
Al consumarse el asesinato de Madero y Pino Suárez, en febrero de 1913, se incorporó a los maderistas del norte de Jalisco y del sur de Zacatecas para combatir la usurpación. En la víspera del levantamiento contra Victoriano Huerta fue detenido por las tropas federales. Permaneció en la prisión de San Juan de Ulúa, en Veracruz, hasta el mes de abril de 1914, en que con motivo de la ocupación del puerto y la ciudad de Veracruz por los norteamericanos, todos los reclusos fueron puestos en libertad.
Al dividirse los revolucionarios en la Convención de Aguascalientes se adhirió al grupo constitucionalista. Secretario particular de Venustiano Carranza hasta diciembre de 1914, cuando se enroló en la División de Occidente que se dirigía a recuperar la ciudad de Guadalajara, Jalisco. Por las acciones en que participó recibió el grado de general brigadier. Designado gobernador de su estado natal, pero no ocupó el cargo porque Álvaro Obregón le encargó la reorganización administrativa de Aguascalientes. Cumplida esta encomienda, se le nombró secretario de Justicia el 20 de agosto de 1915.
Opositor al Bloque Renovador en el Congreso Constituyente de Querétaro (1916 - 1917). Al desaparecer la Secretaría de Justicia se dedicó al ejercicio de su profesión. En 1920 trató inútilmente de evitar el enfrentamiento entre Carranza y Obregón. Permaneció neutral ante la promulgación del Plan de Agua Prieta.
Fue diputado al Congreso de la Unión. En 1923 figuró como precandidato a la presidencia de la República, pero declinó la nominación. Según algunas fuentes participó en la rebelión delahuertista, mientras que otras señalan lo contrario, pero el hecho de que su hermano Enrique se sublevara fue desterrado.
En 1929 retornó a México y se incorporó a la vida política, al ser electo diputado a la XXXVI Legislatura. El 1 de enero de 1941, fue designado ministro numerario de la Suprema Corte de Justicia de la Nación y presidente de la Corte en 1952. En 1958 el Senado le otorgó la Medalla Belisario Domínguez y el gobierno de su estado natal le impuso la del Mérito Revolucionario. Murió en la Ciudad de México el 27 de noviembre de 1966.
Estuvo casado con Cristina Ramos Praslow, hermana de don Ignacio Ramos Praslow.